# Sclerodisca
Sclerodisca is een geslacht van vlinders van de familie bladrollers (Tortricidae), uit de onderfamilie Tortricinae.

## Soorten
- S. hemiprasina (Diakonoff, 1952)
- S. papuana Razowski, 1964